# Kitakita Falls
Die Kitakita Falls, in vielen Publikationen Kitekite Falls genannt, aber offiziell mit dem Namen Kitakita Falls versehen, sind dreistufige Wasserfälle südöstlich von Piha in der Region Auckland auf der Nordinsel von Neuseeland.

## Namensherkunft
Kitakita bezieht sich auf das Zirpen der Zikaden, mit dem das Geräusch des über die Wasserfälle stürzenden Wassers verglichen wurde.
Kitekite hingegen ist eine Falschschreibung des Māori-Namens Kitakita, worauf auch auf einer Informationstafel am Beginn des Wanderwegs zu den Fällen hingewiesen wird.

## Geographie
Die Wasserfälle befinden sich rund 2,1 km östlich der Westküste bei Piha und rund 1 km südsüdöstlich des Parkplatzes, von wo aus die Wasserfälle unter anderem zu erreichen sind. Die Fallhöhe der dreistufigen Wasserfälle beträgt insgesamt 40 m.
Vom Aussichtspunkt am Kitekite Track erscheint der Wasserfall höher, da das Wildwasser zuerst vom oberen Becken über die Felsen in einen kleinen Pool fällt, von dort aus fällt es in einen großen Pool, dann in einen weiteren. Erst dann beginnt der eigentliche, nahezu senkrechte dreistufige Wasserfall, so dass die Gesamthöhe des Abstieges nahezu 80 m beträgt. Die Fälle sind Teil des Glen Esk Stream. Der Stream wurde von William Stockwell so benannt. Stockwell wanderte 1876 nach Neuseeland aus und kaufte bald nach seiner Ankunft Land oberhalb der Wasserfälle. Er benannte das Gebiet nach seiner Heimat in Schottland „Glen Esk“. „Glen“ ist das gälische Wort für Tal. „Esk“ ist keltischen Ursprungs und bedeutet „Wasser“.

## Zugang
Von dem Parkplatz am Ende der Glen Esk Road aus wurde ein Rundweg gebaut, der Kitekite Track genannt wurde. Der Pfad folgt mit wenigen Unterbrechungen der Südseite des Glen Esk Stream bis zu einem Aussichtspunkt, wo sich von einer riesigen Bank aus Macrocarpa-Holz ein Ausblick auf den Fall bietet. Die Bank wurde 2005 durch Straftäter als gemeinnützige Arbeit errichtet. Der Pfad führt dann zum Fuß des Falles herunter und überquert den Strom beim lower swimming hole, setzt seinen Weg nach unten dann an der Nordseite des Flusses fort. Ein weiterer Weg führt über einen steilen Pfad, den Connect Track hinab, der etwa 100 Meter nördlich des Fußes des Wasserfalls an der Nordseite hinaufführt. Das Becken am oberen Ende des Falles ist zum Baden geeignet, aber das Wasser ist kalt.

## Geschichte
In dem Gebiet wurde ab 1910 Kauriholz gewonnen. Erste Versuche, Bäume die Fälle hinab zulassen, endete in ihrer Zerstörung auf den Felsen unter den Fällen. Daher errichtete man oberhalb der Fälle einen hölzernen Staudamm, von dem heute nur Einschnitte im Felsen übrig sind, in denen der Damm verankert war. Außerdem liegen noch Teile der schweren Balken im Verlauf des Wasserfalles.
Nun war man in der Lage, die Stämme mit dem zusätzlichen Wasser die Fälle bis zum Sägewerk hinunterzuspülen. 1921 wurde die Holzfällerei eingestellt, da alle erwachsenen Bäume gefällt waren.

## Canyoning
Die Fälle werden von einem lizenzierten Betreiber für Canyoning genutzt. Diese Lizenz war 2002 bei der Generalversammlung der Piha Ratepayers and Residents Association Gegenstand heftiger Diskussionen, da Bewohner negative Einflüsse auf die Umwelt befürchtete, die ein Vertreter der Naturschutzbehörde jedoch nicht teilte. Das Canyoning findet bis heute statt und steht unter Beobachtung. Das Verlassen des Pfades und das Klettern an den Felsen ist streng verboten und nur mit einer Genehmigung oder einem lizenzierten Führer möglich. In den Feuchtgebieten, wo das seltene Moos wächst, ist der Zutritt verboten.

## Musikprojekt
An den Kitekite Falls trat die Māori-Sängerin Mihirangi 2022 für ihren Beitrag zum Multimedia-Musikprojekt Playing for Change auf, in dem sie das Stück When the Levee Breaks von Led Zeppelin sang.

## Galerie

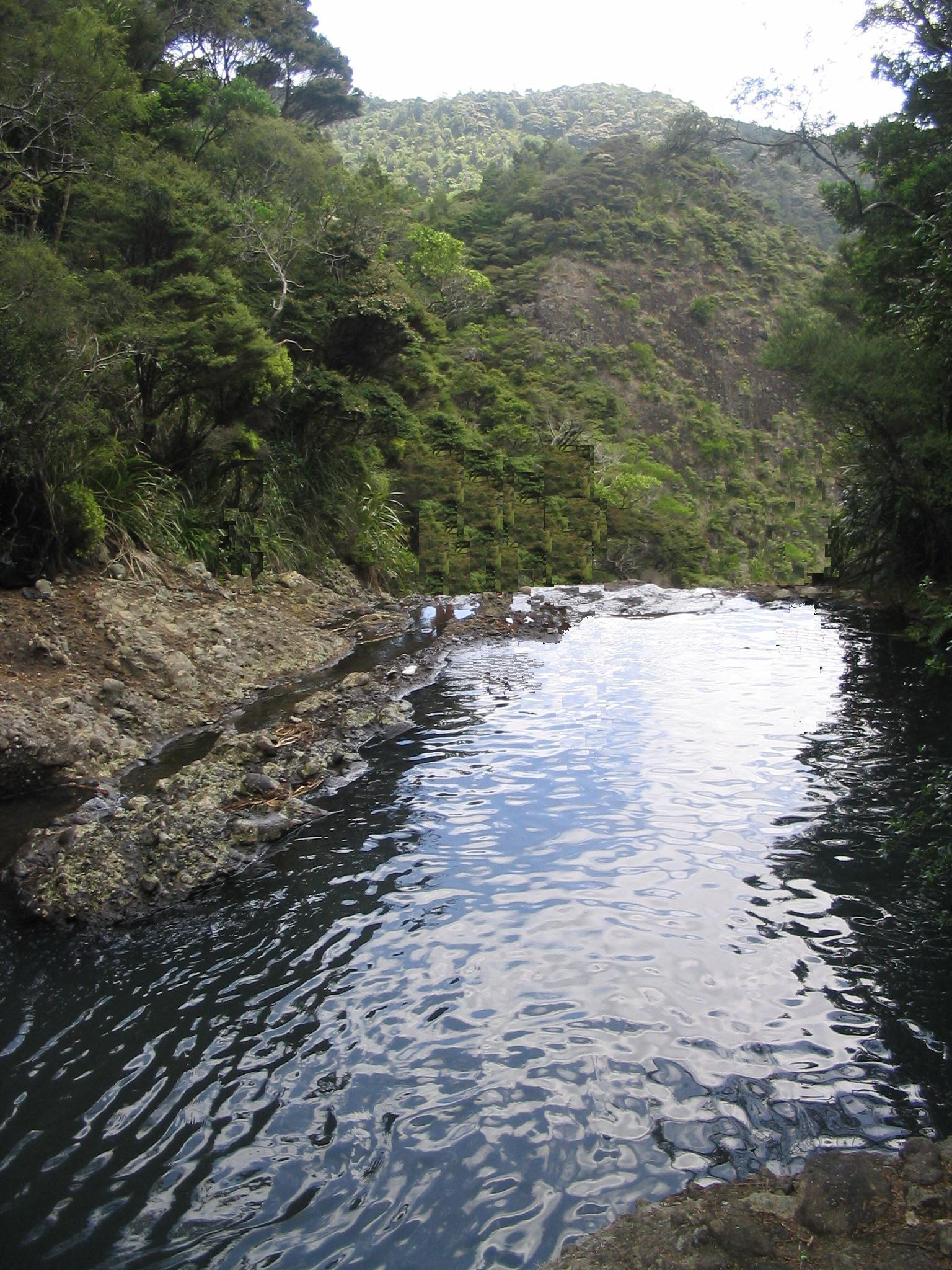
Vertiefung mit Wasser gefüllt über den Kitakita Falls
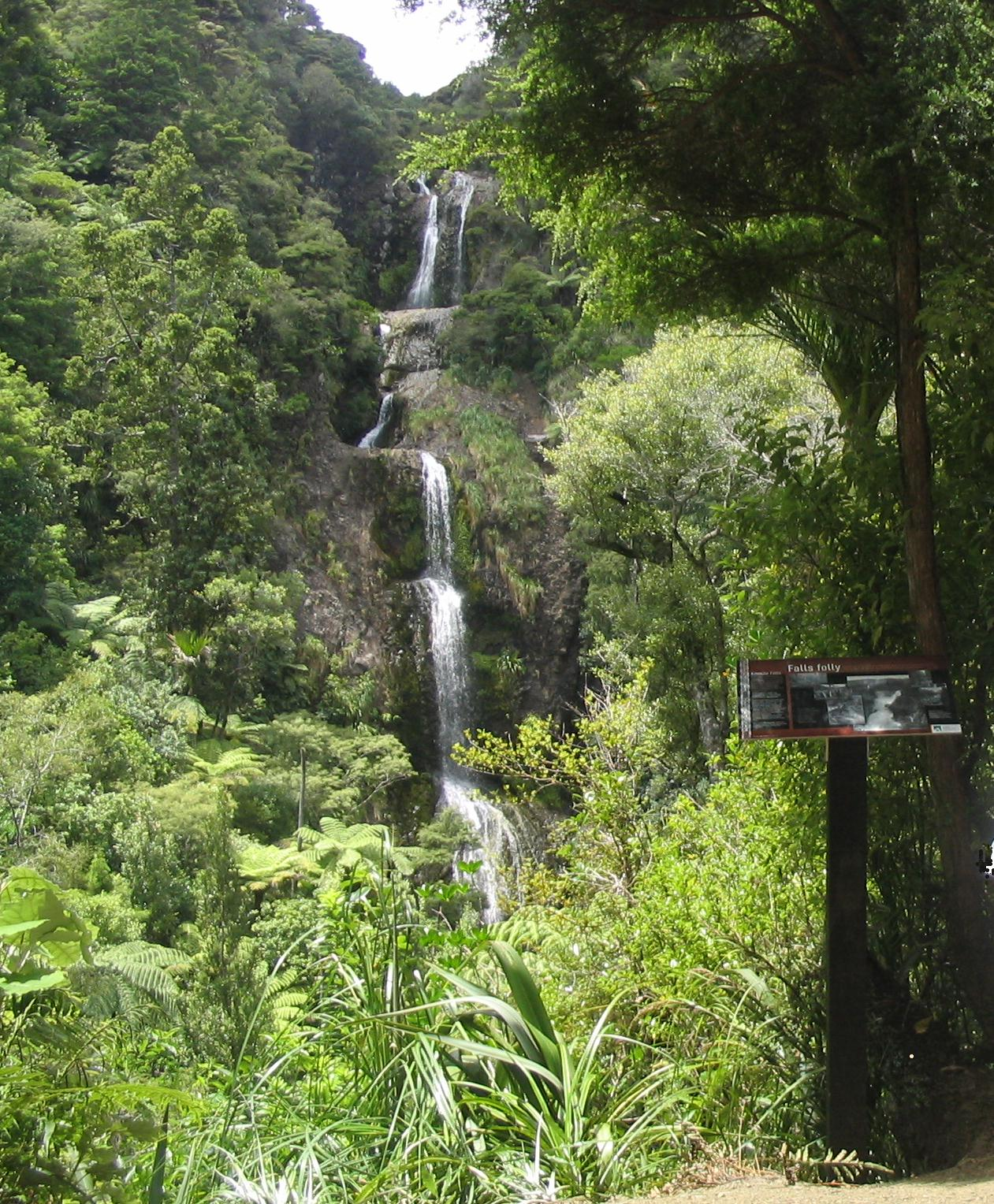
Blick von der Kitekite Track Aussicht.
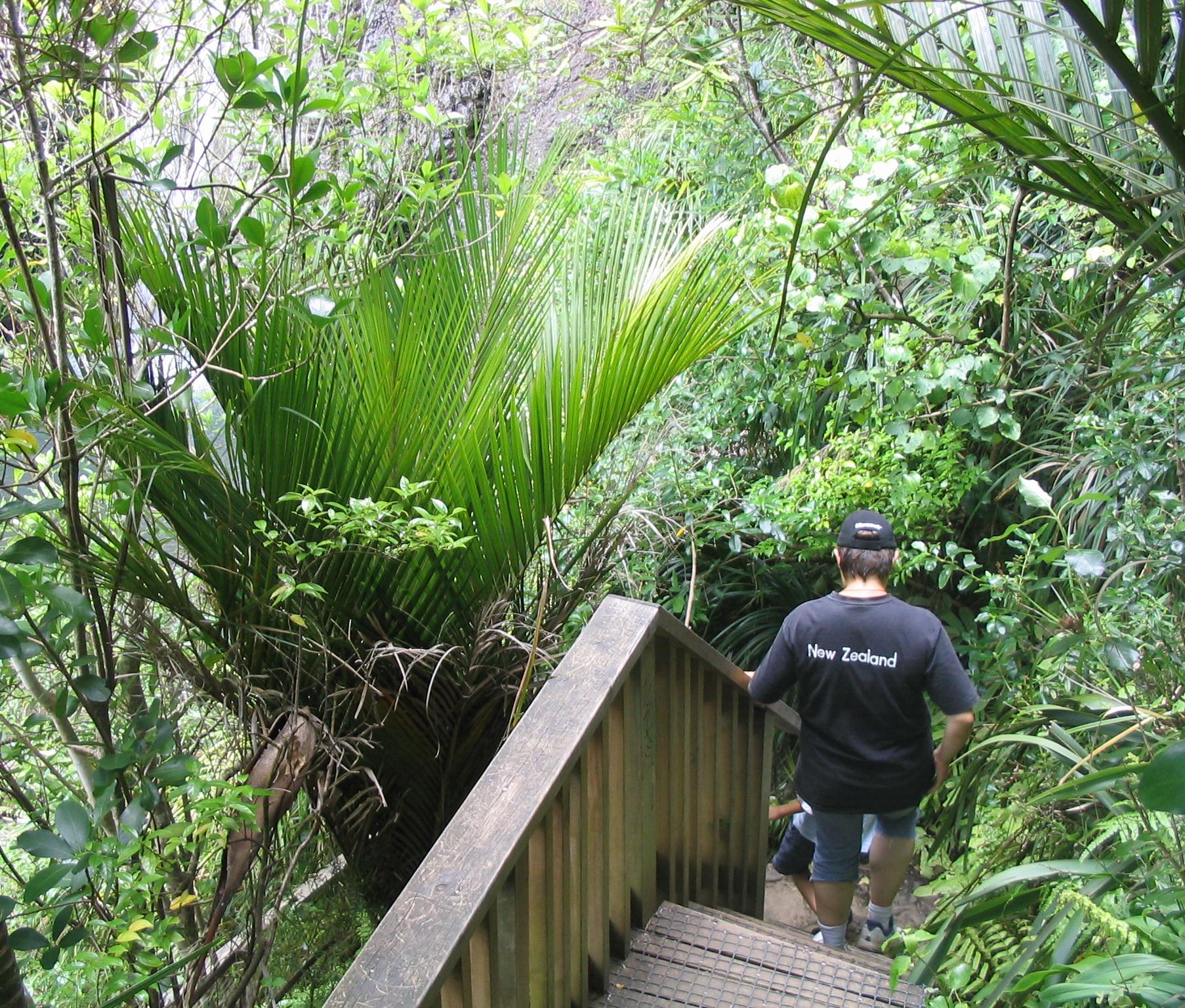
Der Kitekite Track steigt hinab zur Basis des Wasserfalls nach der Aussicht.
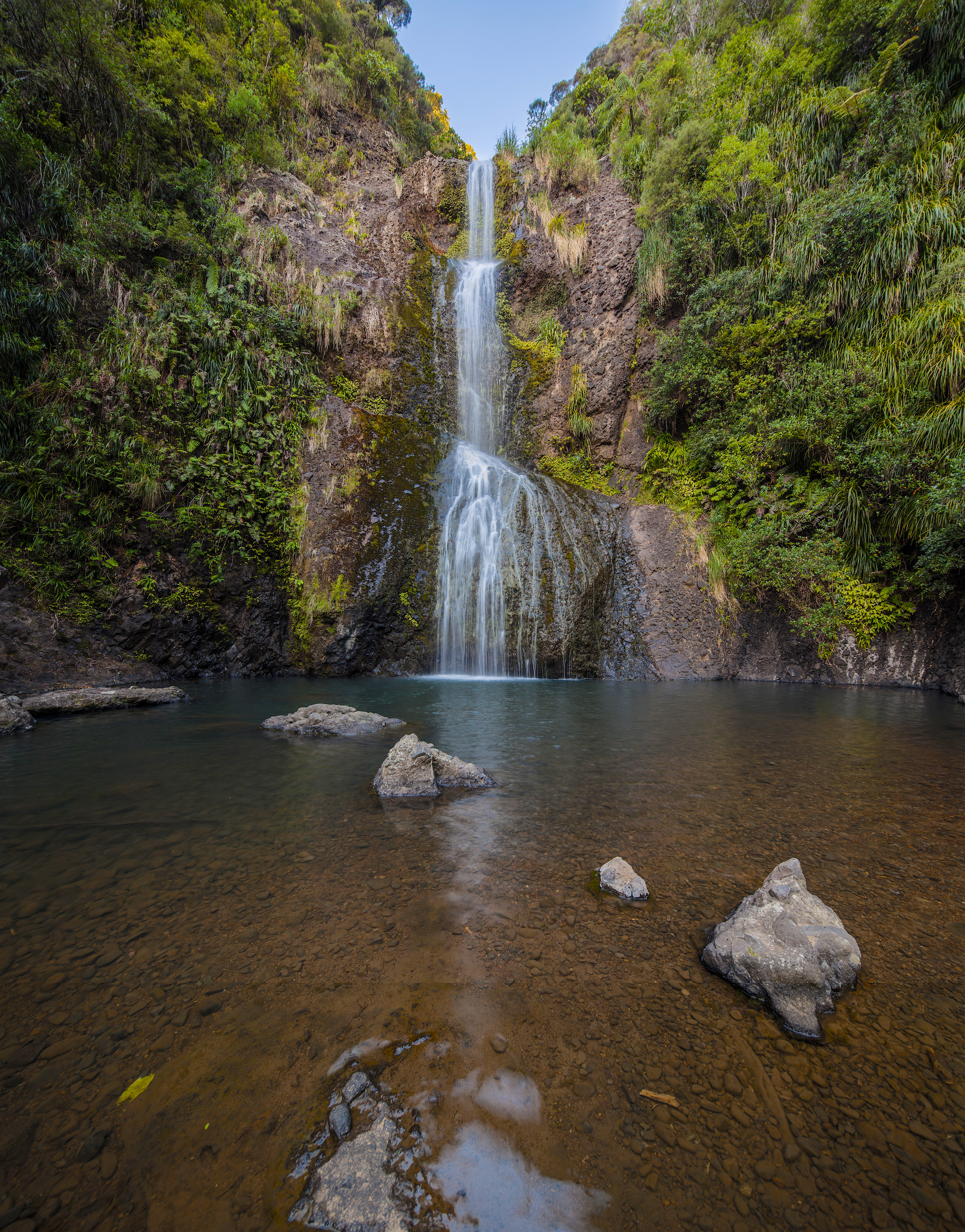
Kleiner See unterhalb der Wasserfälle